# Utlänningslagen
Utlänningslagen är den del av Sveriges lagar som reglerar migrationsrätt. Den innehåller bestämmelser om under vilka villkor utländska medborgare får vistas och bo i Sverige inklusive villkor för asyl, visum och uppehållstillstånd.

## Struktur
Lagen består av 23 kapitel som främst följande frågor:
1. villkor för att en utlänning skall få resa in i samt vistas och arbeta i Sverige (2 kap.)[2]
2. visering (3 kap.)[3]
3. uppehållsrätt (3 a kap.)[4]
4. flyktingar och skyddsbehövande i övrigt (4 kap.)[5]
5. uppehållstillstånd (5 kap.)[6]
6. tredjelandsmedborgares ställning som varaktigt bosatta i Sverige (5 a kap.)[7]
7. arbetstillstånd (6 kap.)[8]
8. återkallelse av tillstånd (7 kap.)[9]
9. avvisning och utvisning (8 kap.)[10]
10. kontroll- och tvångsåtgärder (9 kap.)[11]
11. förvar och uppsikt avseende utlänningar (10 kap.)[12] (till exempel uppsikt och förvar)
12. hur en utlänning som hålls i förvar skall behandlas (11 kap.)[13]
13. verkställighet av beslut om avvisning och utvisning (12 kap.)[14]
14. handläggningen av ärenden hos förvaltningsmyndigheterna m.m. (13 kap.)[15]
15. överklagande av förvaltningsmyndighets beslut (14 kap.)[16]
16. nöjdförklaring (15 kap.)[17]
17. migrationsdomstolar och Migrationsöverdomstolen (16 kap.)[18]
18. skyldighet att lämna uppgifter (17 kap.)[19]
19. offentligt biträde (18 kap.)[20]
20. kostnadsansvar (19 kap.)[21]
21. bestämmelser om straff m.m. (20 kap.)[22]
22. tillfälligt skydd (21 kap.)[23]
23. tribunalvittnen (22 kap.)[24]  och
24. särskilda bemyndiganden (23 kap.)[25]

Utlänningslagen ersatte lagen 1989:529, som i sin tur ersatte lagen 1980:376. Högsta rättsliga instans var enligt 1980 års lag regeringen, något som 1 januari 1992 ändrades till utlänningsnämnden och i denna lag till migrationsdomstol.

## Rättsfall

### Om vägrat uppehållstillstånd och utvisning
Ett tidsbegränsat uppehållstillstånd kan inte beviljas om utlänningen inte innehar ett giltigt pass enligt 4 kap. Undantaget i 4 kap. 23 § utlänningsförordningen innebär inget generellt undantag från kravet på pass utan endast från kravet på att passet skall vara giltigt under hela den tid som det tillfälliga uppehållstillståndet gäller.
A reste enligt egen uppgift in i Sverige den 26 september 2004 och ansökte om asyl dagen därpå. Hon uppgav att hon riskerade att dödas av sina bröder då hon ingått äktenskap utan deras samtycke. Hon uppgav vidare att hennes make blivit dödad sedan hon flytt från Irak och att familjen misstänkte att det var hennes bröder som dödat maken.
Enligt Migrationsöverdomstolens beslut, MIG 207:30, avvisades hon trots risken för att bröderna skulle utföra hedersmord på samma sätt som skett med Pela Atroshi.

### Om vägrat uppehållstillstånd
En utlänning, som åberopat anknytning till Sverige genom här bosatt maka, vägrades ett tidsbegränsat uppehållstillstånd redan på den grunden att han saknade pass enligt MIG 2007:54.

### Om utvisning
Irakisk medborgare, som beviljats permanent uppehållstillstånd och som också av Migrationsverket bedömts vara skyddsbehövande enligt 4 kap 2 § första stycket, har dömts för våldtäkt och sexuellt ofredande till fängelse tre år. Göta hovrätt har – efter en samlad bedömning – inte ansett att synnerliga skäl förelåg för utvisning i MIG 2008:12.

### Asyl
Asyl har inte beviljats kvinna med två barn såsom enskilt skydd från misshandel av f.d. make, då så kallat internt flyktalternativ inom hemlandet Albanien har bedömts tillräckligt enligt MIG 2008:39.

### Utlänningsförordningen
I Utlänningsförordningen (2006:97) finns kompletterande bestämmelser om
- resehandlingar (2 kap.)[31]
- visering (3 kap.)[32]
- uppehållsrätt (3 a kap.)[33]
- uppehållstillstånd (4 kap.)[34]
- arbetstillstånd (5 kap.)[35]
- kontroll- och tvångsåtgärder (6 kap.)[36]
- underrättelseskyldighet (7 kap.)[37]
- avvisning, utvisning, avgifter m.m. (8 kap.)[38]

## Historia
1927 års utlänningslag – Sveriges första – fastställde en restriktiv politik som växt fram redan under första världskriget och som speglade de stämningar av exkluderande nationalism som då rådde. Den modifierades 1937 för att förhindra en stor judisk invandring från Tyskland till Sverige. Året efter försvårades flyktingarnas ankomst genom en ny kungörelse, samt att Sverige tillsammans med Schweiz krävde att ett J stämplades i de tyska judarnas pass. De så kallade J-passen underlättade för myndigheterna att neka judar inresa i landet.
I Kristallnattens spår lättades restriktionerna och framöver tilläts vissa flyktingkvoter passera gränsen.[källa behövs] Man ville ha öppenheter för andra flyktvågor som kunde tänkas komma i ett annalkande krig som var allt svårare att undvika. Fram till hösten 1941 hade man restriktiva flyktingregler som inte gällde finska krigsbarn. Ett antal hundra till ett par tusen judar släpptes dock in, vissa för vidare transport till utlandet med mellanlandning i Sverige. Visumtvång gällde för alla icke-nordiska medborgare efter andra världskrigets utbrott i september 1939. När Sverige väl började diskutera öppnare införingsregler från och med hösten 1941, var tyskarna inte längre intresserade av att tillåta judisk utvandring (se Förintelsen).